# Man @ Work
| Críticas profissionais | Críticas profissionais |
| Avaliações da crítica  | Avaliações da crítica  |
| Fonte                  | Avaliação              |
| ---------------------- | ---------------------- |
| allmusic               | link                   |

Man @ Work é o oitavo álbum de estúdio do cantor escocês Colin Hay, lançado em 8 de julho de 2003.

## Faixas
Todas as faixas por Colin Hay, exceto onde anotado.
1. "Beautiful World" [mix alternativo] — 3:39
2. "Down Under" [versão acústica] (Hay, Strykert) — 3:33
3. "Overkill" [versão acústica] — 3:47
4. "Storm in My Heart" — 3:09
5. "Looking for Jack" (Alsop, Hay) — 4:07
6. "Don't Be Afraid" — 2:56
7. "It's a Mistake" — 4:46
8. "Waiting for My Real Life to Begin" (Hay, Mooney) — 5:45
9. "To Have and to Hold" — 3:29
10. "Who Can It Be Now?" [versão acústica] — 3:24
11. "Be Good Johnny" (Ham, Hay) — 3:35
12. "Love is Innocent" — 4:43
13. "Down Under" [nova gravação] (Hay, Strykert) – 4:48